# Kloster Kaufungen

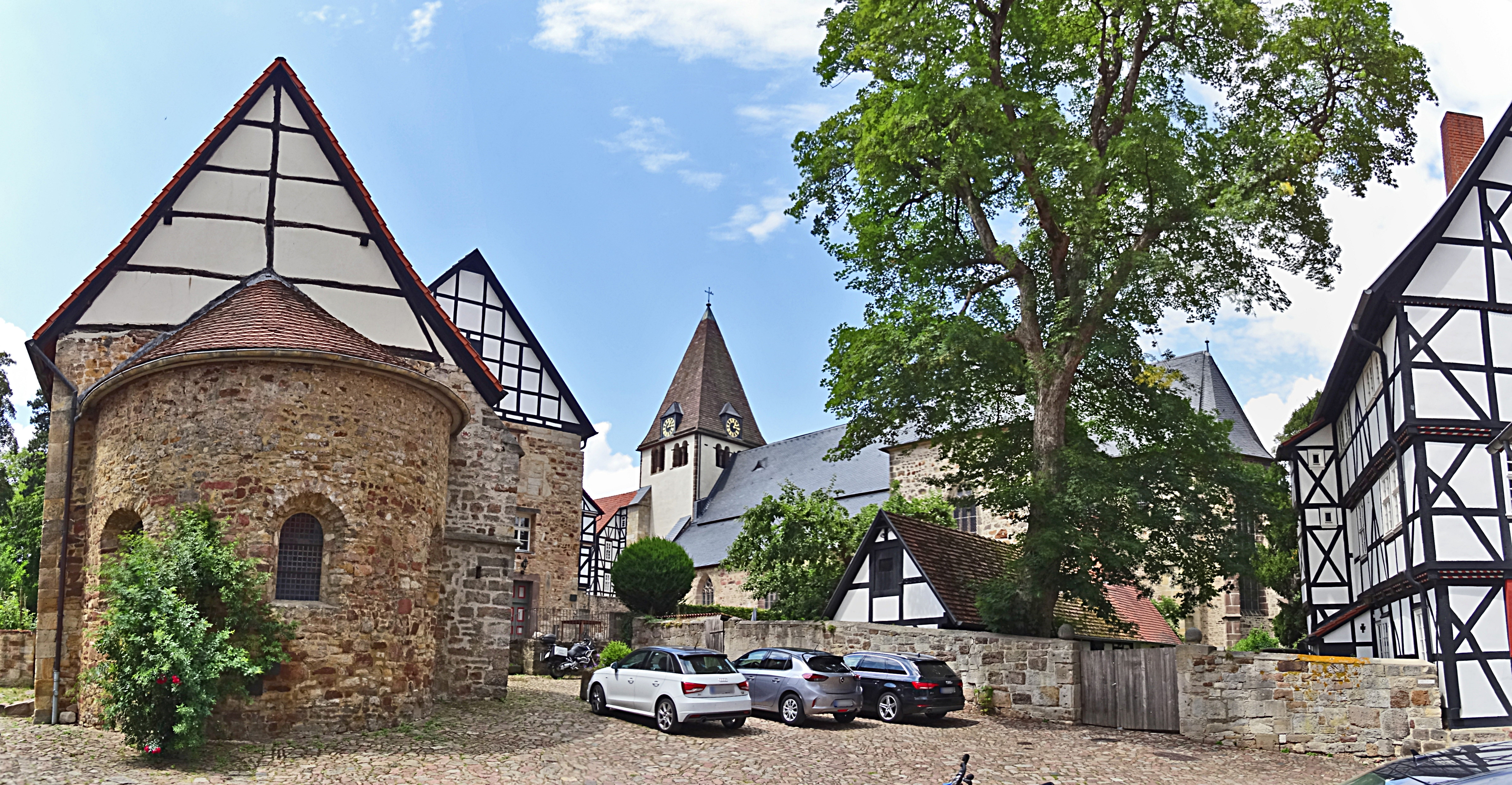
Georgskapelle und Stiftskirche

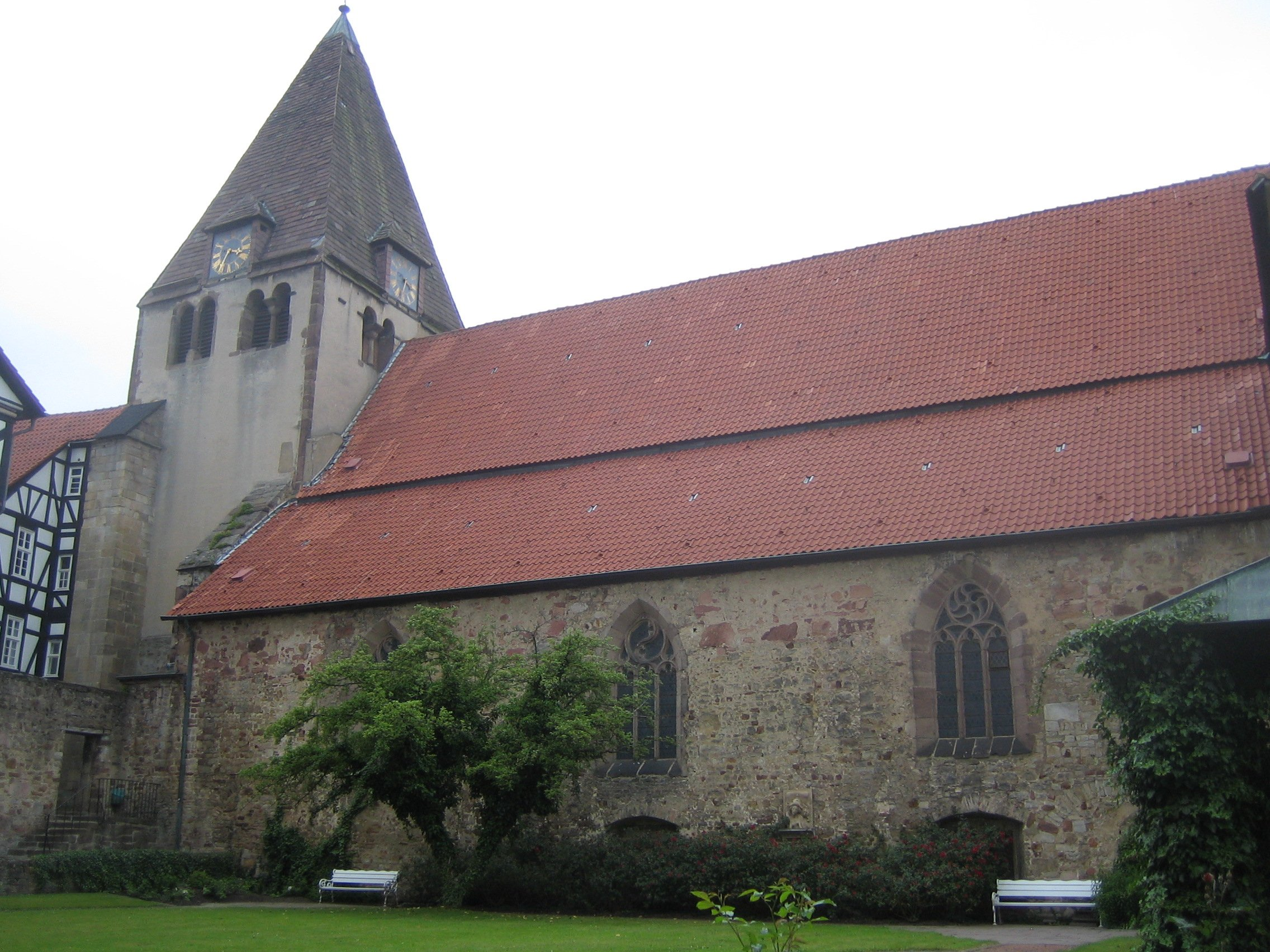
Stiftskirche Kaufungen

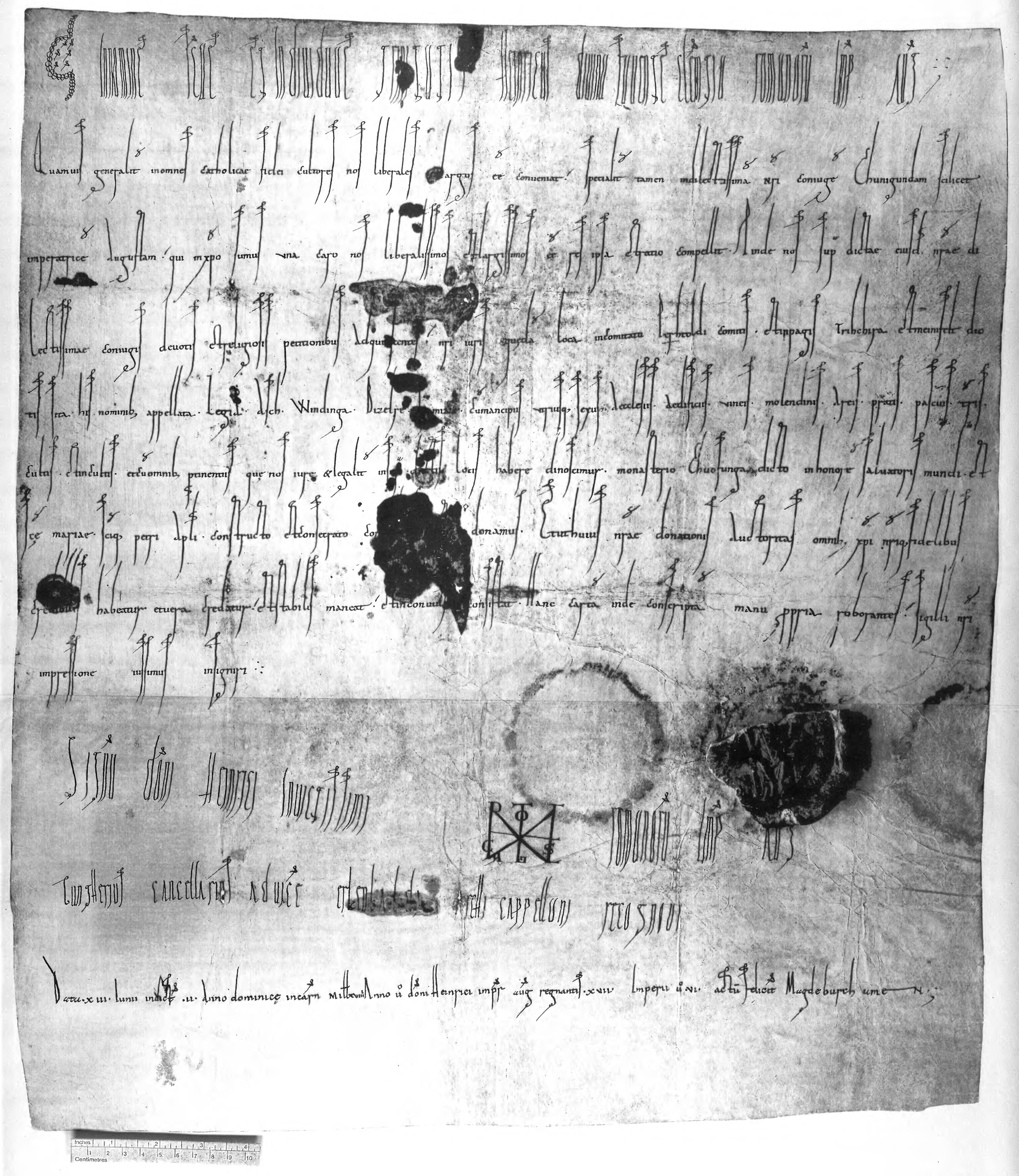
Schenkungsurkunde Heinrichs II. 1019 für Kaufungen

Das Kloster Kaufungen war eine 1017 von Kaiserin Kunigunde gegründete Benediktinerinnen-Abtei in Kaufungen im nordhessischen Landkreis Kassel.

## Geschichte

### Gründung und Anfangsjahre
Im Mai 1017 hielt sich Kunigunde im Königshof Kaufungen auf, der ihr schon 1008 von ihrem Gemahl, Kaiser Heinrich II., als Witwengut geschenkt worden war. Dort soll sie – nach Thietmar von Merseburg – während einer schweren Krankheit gelobt haben, ein Kloster zu stiften. Sie gesundete und ließ schon bald darauf mit dem Bau des Klosters beginnen. Nach dem Tod ihres Mannes 1024 zog sich die später heiliggesprochene Kunigunde am Tag der Weihe der Klosterkirche 1025 als einfache Nonne in das junge Benediktinerinnenkloster zurück, wo sie am 3. März 1033 starb.
Am 13. Juli 1025, dem ersten Todestag von Kaiser Heinrich II., wurde die im Jahre 1018 angefangene Klosterkirche geweiht. Erste Äbtissin war ab 1018 Oda/Uta, Nichte der Kaiserin Kunigunde; ihr Tod im Jahre 1035 ist im Annalista Saxo verzeichnet. Vögte der Reichsabtei Kaufungen waren, beginnend 1024 mit Werner I., die Gaugrafen von Maden bzw. Gudensberg.

### Umwandlung zum Stift
Bis 1089 blieb Kaufungen ein Reichskloster, wurde dann aber von Kaiser Heinrich IV. dem Bischof von Speyer unterstellt. Aus dieser Abhängigkeit konnte es sich im 12. Jahrhundert wieder befreien. Es verwandelte sich zunächst in ein, allerdings kleines Kanonissenstift ohne Ordensgelübde und schließlich in ein freiweltliches Stift zur Versorgung adliger Damen.

### Reform
Im 16. Jahrhundert wurde das Stift auf Veranlassung von Landgraf Wilhelm II. der Bursfelder Kongregation zugeführt. Im Februar 1509 führten die Äbte Franz von Ketteler von Corvey und Dietrich II. von Bredelar unter Mitwirkung des Dechanten Heinrich Ruland vom Kasseler Martinsstift und der Äbte Heinrich Ohm von Bursfelde und Johann Meyer von Breitenau die erste Visitation durch. Die Äbtissin Elisabeth von Plesse wurde zum Amtsverzicht gezwungen. Ob es zum Zeitpunkt der Visitation neben ihr noch weitere Stiftsdamen in Kaufungen gab, ist nicht überliefert. Im 15. Jahrhundert waren es typischerweise immer nur fünf oder sechs, und bis 1509 mögen die letzten von ihnen das Stift bereits endgültig oder auf Urlaub verlassen haben, sodass die Äbtissin dort vielleicht nur noch allein residierte.
Ein neuer Konvent, bestehend aus acht Nonnen aus dem seit 1474 der Bursfelder Kongregation angehörigen Benediktinerinnen-Kloster Gehrden, wurde eingesetzt. Ehe der Mainzer Erzbischof Uriel von Gemmingen jedoch die Ernennung der neuen Äbtissin Anna von der Borch († 1512) anerkannte, ordnete er eine zweite Visitation an. Diese wurde im November 1509 durch die Äbte von Corvey, Bursfelde und Breitenau durchgeführt, sowie durch Heinrich Ruland und zwei Kleriker vom Fritzlarer Petersstift. Anna von der Borch wurde als Äbtissin bestätigt. Das Kloster war danach Mitglied der Bursfelder Observanz, aber nicht mehr lange.

### Aufhebung und Nachspiel
Nach der Einführung der Reformation in der Landgrafschaft Hessen wurde das Kloster 1527 aufgehoben. 14 namentlich bekannte Laienschwestern verließen das Kloster mit Abfindungen, und 1528 ließen sich auch die beiden Kanonissen Anna von Dalwigk und Sophie von Hebel abfinden. Die verbliebenen Mitglieder des Reformkonvents – darunter die Äbtissin Alfradis von der Borch (Schwester der verstorbenen Anna), die Priorin Elisabeth Hake und die Kellnerin Helena Freseken – gingen 1531 zurück ins Kloster Gehrden. Der Besitz des Klosters wurde im Jahre 1532 von Landgraf Philipp dem Großmütigen, gemeinsam mit dem des Stifts Wetter, der Hessischen Ritterschaft zur Versorgung weiblicher Angehöriger dieser adligen Korporation übergeben. Als Ritterschaftliches Stift Kaufungen existiert es bis heute.
Die vertriebenen Kanonissinnen betrieben von Gehrden aus die Rücknahme dieser Maßnahmen. Alfridis von der Borch starb zwar bereits 1534, aber die zur neuen Äbtissin gewählte Helena Freseken beharrte weiterhin auf Restitution und initiierte einen Prozess im Reichskammergericht gegen Landgraf Philipp zwecks Rückgabe der Besitztümer und Rechte des Klosters Kaufungen. Kaiser Karl V. gebot dem Landgrafen im März 1537, ihnen ihr Kloster samt dessen Besitz zurückzugeben, was Philipp jedoch ablehnte. Erst 1540 wurde der Streit beendet, als Helena Freseken, Elisabeth Hake und die Kanonissin Iseke von der Becke ihren Verzicht auf die Fortführung des Prozesses gegen den Landgrafen erklärten. Helena Freseken starb im Jahre 1565.

### Liste der Äbtissinnen (unvollständig)
- Oda (Nichte der Kaiserin Kunigunde; 1018–1023 als Äbtissin erwähnt; † 1035)
- Hildegard (1040–1041 als Äbtissin erwähnt)
- Diemuda/Dimuda/Diameda (1102 als Äbtissin erwähnt)
- Gisela (1109–1132 als Äbtissin erwähnt)
- N.....is (um 1150 als Äbtissin erwähnt)
- H..... (an unbekanntem Datum zwischen 1150 und 1167 als Äbtissin erwähnt)
- Lutgardis I. (1167 als Äbtissin erwähnt)
- Werentrudis (1167–1174 als Äbtissin erwähnt)
- Beatrix (1189 als Äbtissin erwähnt)
- Lucardis/Lutgardis II. (1198–1228 als Äbtissin erwähnt)
- M..... (um 1250 als Äbtissin erwähnt)
- Bertrada von Rosdorf (1268–1279 als Äbtissin erwähnt)
- Luckardis/Lutgardis III. (1284–1309 als Äbtissin erwähnt)
- Jutta (1310–1326 als Äbtissin erwähnt)
- Jutta von Katzenelnbogen (1333–1378 als Äbtissin beurkundet)
- Adelheid von Ziegenhain (1378–1384 als Äbtissin beurkundet; † 1388)
- Margarethe von Stein (1385–1397 als Äbtissin erwähnt; † 1399)
- Bertha von Sayn (1399–1442 als Äbtissin beurkundet; † 1442)
- Elisabeth von Waldeck (1442–1495 Äbtissin; † 25. April 1495)
- Agnes von Anhalt (1495–1504 Administratorin; † 15. August 1504)
- Elisabeth von Plesse (1504–1509 Äbtissin; † 1527)
- Anna von der Borch (1509–1512 Äbtissin; † 25. November 1512)
- Alfradis von der Borch (1512–1534 Äbtissin; † 27. April 1534)
- Helena Freseken (1534–1565 Äbtissin im Exil, nach Aufhebung des Klosters 1527 und Vertreibung 1531 nach Gehrden; † 1565)

## Anlage
Die Stiftskirche Kaufungen gilt als das bedeutendste spätottonische Bauwerk in Nordhessen. Der Chor der ursprünglichen romanischen Basilika, die 1025 fertiggestellt und geweiht wurde, musste nach schweren Beschädigungen um 1175 eingewölbt werden. Im zweiten Viertel des 13. Jahrhunderts begann der Umbau zu einer gotischen Hallenkirche, und im Jahre 1422 wurden die meisten Fenster und Türen erneuert und die Seitenschiffwände im gotischen Stil erhöht. Ebenfalls im 15. Jahrhundert wurden die gotischen Wandmalereien geschaffen. Nach einem weiteren Brand wurde die Kirche 1564 erweitert, und dabei wurden bemalte Holzdecken eingezogen. Die Kaiserempore im Westwerk wurde 1938 wieder freigelegt.